# Иван Ганев
Иван Ганев е български учен и общественик.

## Биография
Той е роден на 29 май 1942 г. в Свищов. Средно образование завършва в родния си град. През 1962 г. загубва зрение по време на отбиването на военната си служба. Висше образование (философия и психология) завършва в Софийския университет.
През 1973 г. защитава докторантура по философия, а същата година работи като научен сътрудник в Института по философия към БАН. През 1985 г. се хабилитира като ст.н.с. II степен.
През 1996 г. завършва право в Югозападния университет в Благоевград. През декември 1998 г. защитава успешно научната степен доктор на философските науки, а началото на 2002 г. става ст.н.с. I степен.
Сутринта на 14 юли 2003 г. след масивен инфаркт Иван Ганев завършва своя жизнен път.

## Обществени роли
Иван Ганев е избиран за член на Районния съвет на ССБ-София (1968-1971), и за член на Бюрото на Секцията на слепите интелектуалци (1971-1977). Избиран е също за член и за зам.-председател на Централна ревизионна контролна комисия на ССБ (1971-1990). През 1994 г. на XI конгрес на ССБ в гр. Дряново Иван Ганев е избран за член на Изпълнителния съвет на ССБ. Той е председател на Съюза на слепите в България от 11 юни 1998 до 18 февруари 1999 г.

## Публикации
Иван Ганев е автор на статии, доклади и студии в областта на философията на по проблемите на слепите и слепотата, публикувани в специализирани издания.
- „Анализ на категориалното познание“ (БАН, София, 1982)
- „Етюди върху слепотата“ (ССБ, София, 1995)
- „Разсъдък и разум“ (ССБ, София, 1998)
- „Въображение и рационалност“